# Hygropoda dolomedes
Espèce
Synonymes
- Tegenaria dolomedes Doleschall, 1859

Hygropoda dolomedes est une espèce d'araignées aranéomorphes de la famille des Pisauridae.

## Distribution
Cette espèce est endémique d'Ambon aux Moluques en Indonésie.

## Publication originale
- Doleschall, 1859 : Tweede Bijdrage tot de Kenntis der Arachniden van den Indischen Archipel. Acta Societatis Scientiarum Indo-Neerlandicae, vol. 5, p. 1-60.